# لويس هنريكي (لاعب كرة قدم مواليد 2001)
لويس هنريكي هو لاعب كرة قدم برازيلي يلعب كمهاجم في نادي أولمبيك مارسيليا.

## روابط خارجية
- لويس هنريكي (لاعب كرة قدم مواليد 2001) على موقع الاتحاد الأوربي (الإنجليزية)
- لويس هنريكي (لاعب كرة قدم مواليد 2001) على موقع إي إس بي إن إف سي (الإنجليزية)
- لويس هنريكي (لاعب كرة قدم مواليد 2001) على موقع قاعدة بيانات كرة القدم.إي يو (الإنجليزية)
- لويس هنريكي (لاعب كرة قدم مواليد 2001) على موقع ليكيب (الفرنسية)
- لويس هنريكي (لاعب كرة قدم مواليد 2001) على موقع Soccerbase.com (لاعب) (الإنجليزية)
- لويس هنريكي (لاعب كرة قدم مواليد 2001) على موقع Soccerway.com (الإنجليزية)
- لويس هنريكي (لاعب كرة قدم مواليد 2001) على موقع عالم كرة القدم.نت (الإنجليزية)
- لويس هنريكي (لاعب كرة قدم مواليد 2001) على موقع كووورة
- لويس هنريكي (لاعب كرة قدم مواليد 2001) على موقع AS.com (الإسبانية)